# Patagioenas cayennensis
Patagioenas cayennensis là một loài chim trong họ Columbidae.